# Lista de espécies de orquídeas do gênero Corybas
Lista das espécies de orquídeas do gênero Corybas Salisb. (1807)
Não inclui as nothoespécies de orquídeas do gênero Corybas Salisb. (1807), como a Corybas × miscellus D.L.Jones (1991) = (Corybas diemenicus × Corybas incurvus).

## a
1. Corybas abditus  D.L.Jones (1991)
2. Corybas abellianus  Dockrill (1955)
3. Corybas aberrans  P.Royen (1983)
4. Corybas aconitiflorus  Salisb. (1807) - Typus Species
5. Corybas acuminatus  M.A.Clem. & Hatch (1985)
6. Corybas acutus  J.Dransf. & J.B.Comber (1986)
7. Corybas aduncus  (Schltr.) Schltr. (1923)
8. Corybas albipurpureus  P.Royen (1983)
9. Corybas amabilis  P.Royen (1983)
10. Corybas amungwiwensis  P.Royen (1979)
11. Corybas annamensis  Aver. (2007)
12. Corybas arachnoideus  (Schltr.) Schltr. (1923)
13. Corybas arfakensis  (J.J.Sm.) Schltr. (1923)
14. Corybas aristatus  (Schltr.) Schltr. (1923)

## b
1. Corybas bancanus  (J.J.Sm.) Schltr. (1923)
2. Corybas barbarae  D.L.Jones (1988)
3. Corybas betchei  (F.Muell.) Schltr. (1923)
4. Corybas betsyae  P.Royen (1983)
5. Corybas boridiensis  P.Royen (1983)
6. Corybas bryophilus  J.J.Sm. (1927)

## c
1. Corybas calcicola  J.Dransf. & G.Sm. (1986)
2. Corybas calliferus  (J.J.Sm.) Schltr. (1923)
3. Corybas calopeplos  J.Dransf. & G.Sm. (1986)
4. Corybas calophyllus  (Schltr.) Schltr. (1923)
5. Corybas carinatus  (J.J.Sm.) Schltr. (1923)
6. Corybas carinulifer  (Schltr.) P.Royen (1983)
7. Corybas carsei  (Cheeseman) Hatch (1945)
8. Corybas caudatus  Holttum (1947)
9. Corybas cerasinus  D.L.Jones & B.Gray (2001)
10. Corybas cheesemanii  (Hook.f. ex Kirk) Kuntze (1891)
11. Corybas comptus  J.Dransf. & G.Sm. (1986)
12. Corybas crenulatus  J.J.Sm. (1927)
13. Corybas cryptanthus  Hatch (1956)
14. Corybas cyclopensis  P.Royen (1983)
15. Corybas cymatilis  P.Royen (1983)

## d
1. Corybas dentatus  D.L.Jones (1991)
2. Corybas despectans  D.L.Jones & R.C.Nash (1976)
3. Corybas diemenicus  (Lindl.) Rupp (1928)
4. Corybas dienemus  D.L.Jones (1993)
5. Corybas dowlingii  D.L.Jones (2004)

## e
1. Corybas ecarinatus  Anker & Seidenf. (2000)
2. Corybas ekuamensis  P.Royen (1983)
3. Corybas epiphyticus  (J.J.Sm.) Schltr. (1923)
4. Corybas erythrocarpus  J.J.Sm. (1935)
5. Corybas expansus  D.L.Jones (1991)

## f
1. Corybas fanjingshanensis  Y.X.Xiong (2007)
2. Corybas fenestratus  P.Royen (1979)
3. Corybas fimbriatus  (R.Br.) Rchb.f. (1871)
4. Corybas fordhamii  (Rupp) Rupp (1942)
5. Corybas fornicatus  (Blume) Rchb.f. (1871)

## g
1. Corybas gastrosiphon  (Schltr.) Schltr. (1923)
2. Corybas geminigibbus  J.J.Sm. (1927)
3. Corybas gemmatus  P.J.Cribb & B.A.Lewis (1991)
4. Corybas gibbifer  (Schltr.) Schltr. (1923)

## h
1. Corybas himalaicus  (King & Pantl.) Schltr. (1923)
2. Corybas hispidus  D.L.Jones (1973)
3. Corybas holttumii  J.Dransf. & G.Sm. (1986)

## i
1. Corybas imperatorius  (J.J.Sm.) Schltr. (1923)
2. Corybas incurvus  D.L.Jones & M.A.Clem. (1988)
3. Corybas insulifloris  P.Royen (1983)
4. Corybas iridescens  Irwin & Molloy (1996)

## k
1. Corybas karkarensis  P.Royen (1983)
2. Corybas karoensis  J.B.Comber & J.Dransf. (1995)
3. Corybas kinabaluensis  Carr (1935)
4. Corybas klossii  (Ridl.) Schltr. (1923)
5. Corybas koresii  P.Royen (1983)

## l
1. Corybas laceratus  L.O.Williams (1937)
2. Corybas ledermannii  (Schltr.) Schltr. (1923)
3. Corybas leucotyle  (Schltr.) Schltr. (1923)
4. Corybas limpidus  D.L.Jones (1991)
5. Corybas longipedunculatus  P.Royen (1983)
6. Corybas longipetalus  (Ridl.) Schltr. (1923)

## m
1. Corybas macranthus  (Hook.f.) Rchb.f. (1871)
2. Corybas mammilliferus  P.Royen (1983)
3. Corybas mankiensis  P.Royen (1983)
4. Corybas merrillii  (Ames) Ames (1908)
5. Corybas minutus  (Drake) Schltr. (1923)
6. Corybas mirabilis  (Schltr.) Schltr. (1923)
7. Corybas moluccanus  (Schltr.) Schltr. (1923)
8. Corybas montanus  D.L.Jones (1988)
9. Corybas montis-stellaris  P.Royen (1979)
10. Corybas muluensis  J.Dransf. (1986)
11. Corybas muscicolus  (Schltr.) Schltr. (1923)

## n
1. Corybas nanus  P.Royen (1983)
2. Corybas naviculisepalus  P.Royen (1983)
3. Corybas neocaledonicus  (Schltr.) Schltr. (1923)

## o
1. Corybas oblongus  (Hook.f.) Rchb.f. (1871)
2. Corybas orbiculatus  (Colenso) L.B.Moore in H.H.B.Allan (1970)

## p
1. Corybas palearifer  (J.J.Sm.) Schltr. (1923)
2. Corybas papa  Molloy & Irwin (1996)
3. Corybas pictus  (Blume) Rchb.f. (1871)
4. Corybas piliferus  J.Dransf. (1986)
5. Corybas ponapensis  (Hosok. & Fukuy.) Hosok. & Fukuy. (1937)
6. Corybas porphyrus  P.Royen (1983)
7. Corybas praetermissus  J.Dransf. & J.B.Comber (1986)
8. Corybas pruinosus  (R.Cunn.) Rchb.f. (1871)
9. Corybas puberulus  (Schltr.) Schltr. (1923)

## r
1. Corybas ramosianus  J.Dransf. (1986)
2. Corybas recurvus  D.L.Jones (1991)
3. Corybas ridleyanus  Schltr. (1923)
4. Corybas rivularis  (A.Cunn.) Rchb.f. (1871)
5. Corybas roseus  (Janch.) Janch. ex J.J.Sm. (1933)
6. Corybas rotundifolius  (Hook.f.) Rchb.f. (1871)
7. Corybas royenii  Kores (1978)

## s
1. Corybas saprophyticus  (Schltr.) Schltr. (1923)
2. Corybas scutellifer  J.B.Comber & J.Dransf. (1995)
3. Corybas selangorensis  J.Dransf. & G.Sm. (1986)
4. Corybas serpentinus  J.Dransf. (1986)
5. Corybas sexalatus  J.J.Sm. (1929)
6. Corybas simbuensis  P.Royen (1983)
7. Corybas sinii  Tang & F.T.Wang (1951)
8. Corybas smithianus  Schltr. (1923)
9. Corybas solomonensis  P.Royen (1983)
10. Corybas speculum  (Schltr.) Schltr. (1923)
11. Corybas stenotribonos  J.B.Comber & J.Dransf. (1995)
12. Corybas striatus  (Schltr.) Schltr. (1923)
13. Corybas subalpinus  P.Royen (1979)

## t
1. Corybas taiwanensis  T.P.Lin & S.Y.Leu (1975)
2. Corybas taliensis  Tang & F.T.Wang (1951)
3. Corybas torricellensis  (Schltr.) Schltr. (1923)
4. Corybas trilobus  (Hook.f.) Rchb.f. (1871)

## u
1. Corybas umbonatus  (Schltr.) Schltr. (1923)
2. Corybas umbrosus  J.Dransf. & J.B.Comber (1986)
3. Corybas undulatus  (R.Cunn.) Rupp (1928)
4. Corybas unguiculatus  (R.Br.) Rchb.f. (1871)
5. Corybas urikensis  P.Royen (1983)

## v
1. Corybas ventricosus  (J.J.Sm.) Schltr. (1923)
2. Corybas vespertilionis  P.Royen (1983)
3. Corybas villosus  J.Dransf. & G.Sm. (1986)
4. Corybas vinosus  (J.J.Sm.) Schltr. (1923)